# マイ・ラスト・ソング
『マイ・ラスト・ソング』は、2008年11月から上演されている公演。久世光彦のエッセイである「マイ・ラスト・ソング」の内容を基に、
浜田真理子のピアノ弾き語りと、小泉今日子の朗読から構成される公演。

## キャスト
- テキスト：久世光彦
- 歌・ピアノ：浜田真理子
- 朗読：小泉今日子
- サックス：Marino

## 公演
- マイ・ラスト・ソング『〜あなたは最後に何を聞きたいか〜』
  - 2008年11月15、16日、世田谷パブリックシアター
- 浜田真理子LIVE 久世光彦マイ・ラスト・ソング Vol.2『〜あなたは最後に何を聞きたいか〜』
  - 2009年10月3日、世田谷パブリックシアター
- 久世光彦×浜田真理子＋小泉今日子『マイラストソング〜言うなかれ、君よ別れを』
  - 2009年12月9日、オリエンタルホテル広島
  - 2010年11月25日、同志社大学 寒梅館・ハーディーホール
- 久世光彦×浜田真理子＋小泉今日子『マイ・ラスト・ソング〜あなたは最後に何を聞きたいか〜 第3回　美空ひばりのラストソング』
  - 2011年2月11日、世田谷パブリックシアター
- 久世光彦×浜田真理子＋小泉今日子『マイ・ラスト・ソング〜あなたは最後に何が聴きたいか〜』
  - 2011年8月6日、7日、YMCA山口情報芸術センター
  - 2011年8月25日、北國新聞赤羽ホール
  - 2011年8月26日、富山県教育文化会館
- 久世光彦×浜田真理子＋小泉今日子『マイ・ラスト・ソング〜あなたは最後に何が聴きたいか〜』
  - 2012年6月23日、鹿児島市民文化ホール
  - 2012年7月14、15日、世田谷パブリックシアター
- 久世光彦×浜田真理子＋小泉今日子『マイ・ラスト・ソング〜あなたは最後に何が聴きたいか〜』
  - 2014年1月31日、2月1日、島根県民会館
- 久世光彦×浜田真理子＋小泉今日子『マイ・ラスト・ソング〜あなたは最後に何が聴きたいか〜』
  - 2015年7月24日、富山県教育文化会館
  - 2015年7月25日、高田世界館
- 久世光彦 マイ・ラスト・ソング 〜歌謡曲が街を照らした時代〜浜田真理子＋小泉今日子
  - 2016年5月6日、9日、三越劇場
- 浜田真理子×小泉今日子『マイ・ラスト・ソング』〜久世さんが残してくれた歌〜
  - 2018年3月20日、21日、ビルボードライブ東京
  - 2018年3月28日、ビルボードライブ大阪
  - 2018年4月14日、15日、ビルボードライブ東京
- マイ・ラスト・ソング〜久世さんが残してくれた歌〜『懐かしの水曜劇場編』
  - 2020年3月25日、世田谷パブリックシアター
- マイ・ラスト・ソング・カジュアル IN シモキタザワ〜久世さんが残してくれた歌〜番外編
  - 2020年10月16日、17日、本多劇場
- マイ・ラスト・ソング　～久世さんが残してくれた歌～
  - 2023年5月7日、ビルボードライブ横浜
  - 2023年5月13日、北九州芸術劇場 中劇場
  - 2023年5月20日、ビルボードライブ大阪
  - 2023年5月27日、28日、島根県民会館 中ホール
  - 2023年6月3日、ぎふ清流文化プラザ 長良川ホール
  - 2023年6月4日、可児市文化創造センターala 主劇場
  - 2023年6月9日、道新ホール
  - 2023年6月11日、I’M A SHOW（アイマショウ）
- マイ・ラスト・ソング／言うなかれ、君よ、別れを
  - 2025年4月20日、ザ・スズナリ
- マイ・ラスト・ソング　東北4県ツアー
  - 2025年12月11日、仙台・電力ホール
  - 2025年12月12日、けんしん郡山文化センター・中ホール
  - 2025年12月22日、あきた芸術劇場ミルハス・中ホール
  - 2025年12月23日、トーサイクラシックホール岩手（岩手県民会館）・中ホール

## テレビ放送
- マイ・ラスト・ソング 〜人生の最後に聴きたい歌は〜 （2018年3月28日、NHK総合）

## スタッフ
- 構成・演出：佐藤剛
- 協力：久世朋子
- 書：矢萩春恵

（出典:

）